# Respect voor Dieren
Respect voor Dieren (RvD) is een Nederlandse actiegroep die de bescherming van dierenrechten centraal stelt. 
De organisatie focust zich op demonstraties tegen schendingen van dierenrechten. Ze hanteren onder andere directe actie en (soms nachtelijke) protesten tegen individuen, die zich in het dagelijks leven bezighouden met zaken die door de groep als ongewenst worden beschouwd. 
De organisatie werd in 2007 door de AIVD "de Nederlandse versie van de Engelse actiegroep Stop Huntingdon Animal Cruelty (SHAC)" genoemd.

## Ontstaan
De beweging ontstond op 1 november 2004 op Wereld Veganisme Dag. Op die dag werden door de activisten op het Koningsplein in Amsterdam honderden flyers uitgedeeld over het -in hun ogen- dierenleed achter de consumptie van dierlijke producten. Deze actie bleek het startschot te zijn van vele dierenrechtenacties, met name in Amsterdam. Respect voor Dieren ging daarbij niet te werk als een formele organisatie met statuten en een voorzitter, maar hield het eenvoudig en informeel. Wel werd er een soort ideologisch beginsel overeengekomen: 
Respect voor Dieren is een no-nonsense dierenrechten groep. Dieren hebben gevoelens en kunnen pijn lijden, net zoals wij. We streven naar de volledige afschaffing van diergebruik. Geen vleesbedrijven, fokkerijen, laboratoria, en bontwinkels. Maar natuur, vrije dieren en respect voor mensen. We zetten ons af tegen speciesisme, racisme, discriminatie en alle vormen van uitbuiting.— 

## Actievoering
Na dit begin ontstonden er in grote lijnen twee campagnes: tegen bontwinkels en tegen bedrijven die banden onderhouden met het proefdiercentrum Huntingdon Life Sciences. Dergelijke bedrijven liggen internationaal onder vuur in het kader van de SHAC-campagne (Stop Huntingdon Animal Cruelty). UPS, Sankyo, GlaxoSmithKline, Phillip Morris en Akzo Nobel zijn enkele van de bedrijven waar Respect voor Dieren opduikt om te protesteren met flyers, spandoeken en megafoons. Fisher Emergo in Landsmeer krijgt het meeste te maken met de actievoerders, maar blijft desondanks leveren aan HLS.
De campagne tegen bontwinkels richt zich vooral op Maison de Bonneterie, waar van december 2004 tot juni 2005 door Respect voor Dieren 22 keer actie gevoerd werd. Ook hier ging het in eerste instantie om protest (spandoeken, flyers, megafoons), maar ook werd er directe actie gebruikt: op 13 februari 2005 ketenen drie actievoersters, verkleed als konijntjes, zichzelf vast aan een balkon in de winkel. Ze weigeren te vertrekken, worden gearresteerd en 10 dagen lang, tot aan hun rechtszaak op 24 februari vastgehouden.

## Internationale connecties
Respect voor Dieren is internationaal georiënteerd: zo sluiten ze zich op 11 maart aan bij een demonstratie tegen bont in Frankfurt. Ook ontstaat op 19 augustus 2005 Respect voor Dieren België. Op die dag demonstreren Nederlandse en Belgische activisten samen in Brussel tegen Huntingdon Life Sciences: de bedrijven UPS, Roche en Novartis worden bezocht. Ook wordt er geprotesteerd bij de ambassade van Mauritius. Op Mauritius staan apenfokkerijen die onder andere leveren aan het omstreden proefdiercentrum BPRC in Rijswijk. Respect voor Dieren België ontwikkelt zich tot een actieve groep en houdt zich met name bezig met de campagne tegen HLS.
Op 5 november 2005 protesteert Respect voor Dieren in de binnenstad van Amsterdam tegen bont, en weet daarbij tussen de 400 en 500 mensen op de been te krijgen. De vreedzaam verlopen demonstratie haalt dan ook de landelijke media. De P.C. Hooftstraat, waar 22 winkels bont verkopen, wordt een dag lang afgezet voor het verkeer.

## Onderzoek door de AIVD
De AIVD heeft in zijn onderzoek naar dierenrechtenactivisme ook Respect voor Dieren onderzocht. De dienst schreef onder andere dat RvD sterk is verbonden met het Britse Stop Huntingdon Animal Cruelty (SHAC). Leden hiervan zijn regelmatig bij bijeenkomsten van RvD aanwezig en omgekeerd. Sympathisanten van de SHAC waren onder andere verantwoordelijk voor het opgraven van het lijk van de schoonmoeder van een pelsdierenhouder (New Church Guinea Pigs farm), waarvoor zij later tot gevangenisstraffen werden veroordeeld. In een latere actie van RvD in 2005 in Landsmeer tegen Fisher Emergo werd door een activist van de RvD geroepen dat een dergelijke opgraving hen ook kon overkomen. Activisme werd volgens de AIVD aanvankelijk nog openlijk gedaan, maar geleidelijk aan bedekken steeds meer activisten hun gezicht uit angst herkend te worden. Met name bij meer geheimere activiteiten zijn volgens de AIVD bivakmutsen en andere vermommingen steeds gewoner geworden.
Volgens de AIVD heeft Respect voor Dieren zich inmiddels opgesplitst in twee min of meer autonoom opererende groepen: een die de naam Respect voor Dieren blijft dragen en zich richt op het promoten van veganisme en anti-bontacties, en een onder de naam Anti Dierproeven Coalitie (ADC) die zich richt op acties tegen bedrijven en personen die actief zijn in de dierproevenindustrie en activiteiten die dit ondersteunen. 
Als conclusies stelt de AIVD onder andere dat Respect voor Dieren sinds zijn ontstaan in 2004 is uitgegroeid tot de meest actieve actiegroep op het gebied van dierenrechten. De groep is volgens de AIVD bezig te radicaliseren met klaarblijkelijk steeds meer vernielingen en bedreigingen (tegen medewerkers van proefdiercentra) tot gevolg. Ook treedt Respect voor Dieren steeds meer op bij Europese acties en opereert de actiegroep steeds losser van het SHAC.